# Triloka

Triloka (trl. triloka) - hierarchiczny potrójny system klasyfikacji rejonów wszechświata (zwanych loka) występujący w wedach. Podział taki opisuje Rygweda .

## Klasyfikacja
- Zgodnie z treścią mantry Gajatri, trzy loki mają następujące nazwy :

1. Bhurloka - świat ziemski
2. Bhuwarloka - świat pośredni
3. Swarloka - świat niebiański

- Swarloka jest dzielona w niektórych pismach na rejony Dewaloka i Pitryloka

- Inny troisty podział to :

1. Manuszajloka - świat ludzi (manusza)
2. Dewaloka - świat bóstw (dewa)
3. Pitryloka - świat przodków (pitry)